# Славно (Любуське воєводство)
Славно (пол. Sławno) — село в Польщі, у гміні Стшельці-Краєнські Стшелецько-Дрезденецького повіту Любуського воєводства.
Населення — 222 особи (2011).
У 1975-1998 роках село належало до Гожовського воєводства.

## Демографія
Демографічна структура станом на 31 березня 2011 року:
|          | Загалом | Допрацездатний вік | Працездатний вік | Постпрацездатний вік |
| -------- | ------- | ------------------ | ---------------- | -------------------- |
| Чоловіки | 107     | 24                 | 72               | 11                   |
| Жінки    | 115     | 25                 | 63               | 27                   |
| Разом    | 222     | 49                 | 135              | 38                   |